# Martin Litschauer

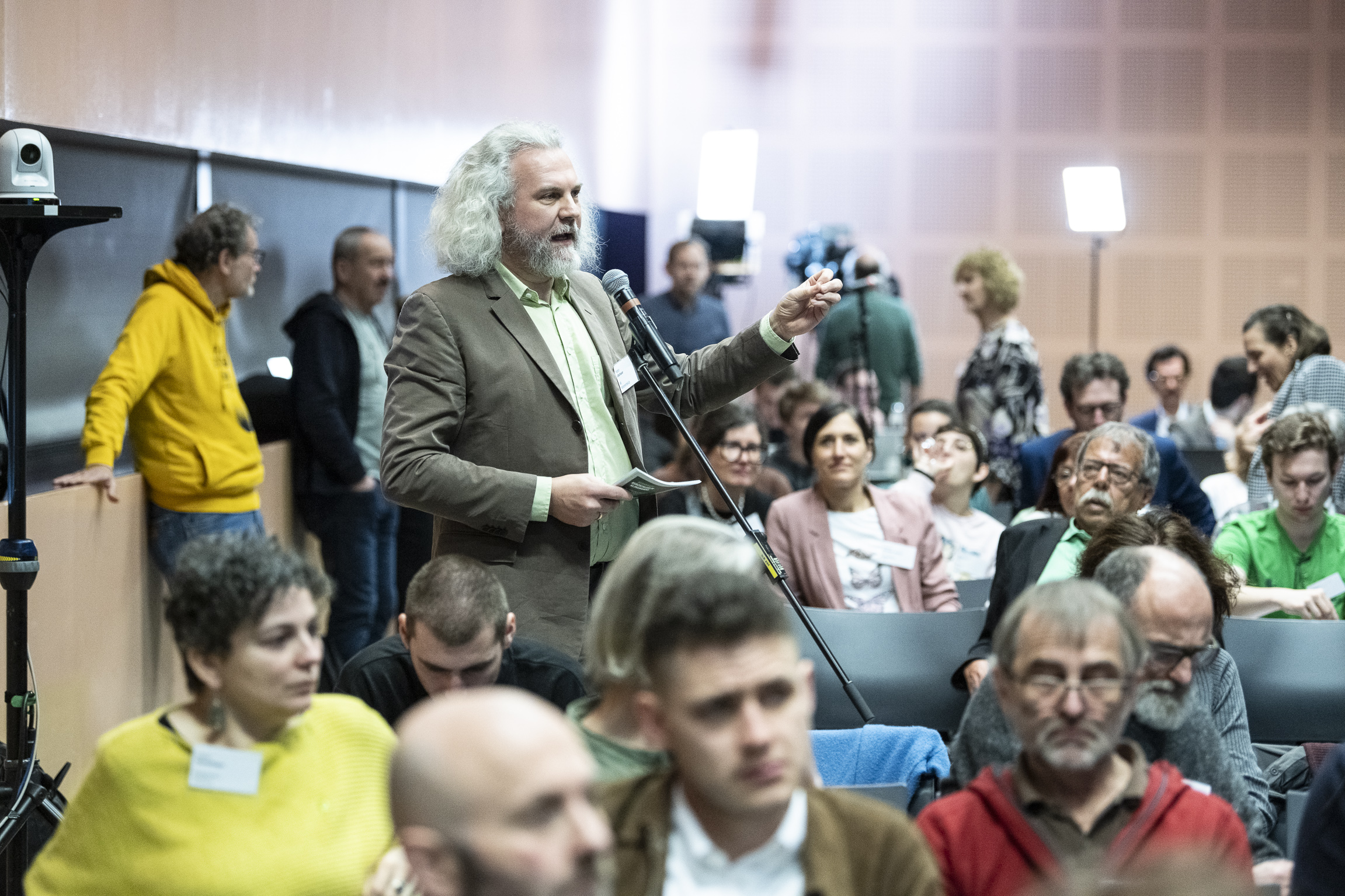
Martin Litschauer, lebhaft in der Diskussion (Februar 2024)

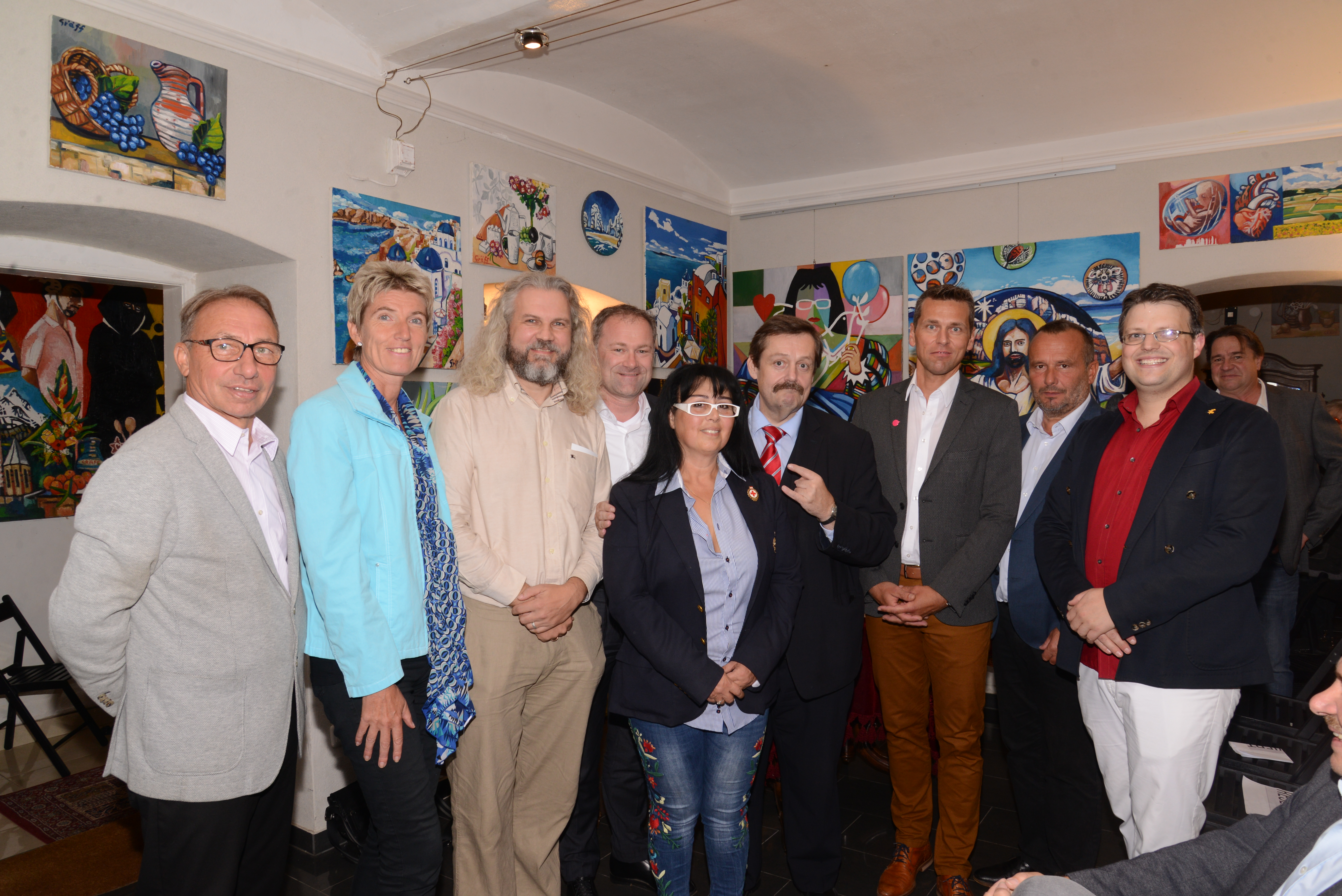
Dialog im Kamptal mit den Waldviertler Abgeordneten und Politikern Josef Wiesinger, Martina Diesner-Wais, Martin Litschauer (3. vl), Günter Steindl, Herbert Kolinsky, Alois Kainz sowie Georgia Kazantzidu, Werner Gruber und Matthias Laurenz Gräff (2019)

Martin Litschauer (* 19. November 1974 in Waidhofen an der Thaya) ist ein österreichischer Politiker der Grünen. Er war Spitzenkandidat seiner Partei im Regionalwahlkreis Waldviertel bei der Nationalratswahl 2019 und zog als Abgeordneter in den Nationalrat ein, dem er bis Oktober 2024 angehörte.

## Leben
Martin Litschauer absolvierte die HTL Karlstein um dann bei einem internationalen Betrieb tätig zu werden. 2000 trat er gegen das Kernkraftwerk Temelín auf und wurde Sprecher der überparteilichen Plattform Stopp Temelin. Weiters war er an der Gründung des Waldviertler Energiestammtisches und der Online-Tageszeitung für Erneuerbare Energie oekonews.at beteiligt, welche 2004 den Umweltjournalistenpreis und den Österreichischen Solarpreis bekommen hat. Als Vorstandsmitglied bei Eurosolar Austria arbeitet er ebenfalls an der Energiewende.
Als Energieberater und Elektrotechniker hat es sich auf Energieeffizienz spezialisiert, besonders der effiziente Stromeinsatz und die Energiewende sind seine Themen. Beim Projekte „Das 1500 kWh-Haus“, hat er aufgezeigt, wie der Stromverbrauch von 11.000 kWh innerhalb von nur 2 Jahren auf 1500 kWh reduziert werden konnte, ohne auf Komfort zu verzichten.
2025 gründet er die Energielix Energiewende GmbH, ein Familienunternehmen, das sich im Bereich der Energiewende und Energieeffizienz beteiligt.

## Politik
2005 gründete Litschauer die Grüne Fraktion Waidhofen an der Thaya, wodurch er auch seit 2015 als Waidhofner Stadtrat ist. In den Jahren 2013 bis 2018 war er Mitglied im Landesvorstand der Grünen Niederösterreich, sowie aktuell im Landesausschuss der Grünen. 2019 kandidierte Litschauer als Spitzenkandidat des Regionalwahlkreises Waldviertel, um über Platz 4 auf der Landesliste Niederösterreich in den Nationalrat einzuziehen. Im Parlament ist er nun der erste Anti-Atom-Sprecher und setzt sich für den Atomausstieg und für die atomare Abrüstung ein. Nach den Gemeinderatswahlen 2020 bildet Litschauer eine Koalition mit der ÖVP und wird Vizebürgermeister in Waidhofen/Thaya und muss im selben Jahr den erkrankten Bürgermeister Robert Altschach ein Dreivierteljahr als Bürgermeister vertreten.
Nach der Gemeinderatswahl 2025 und dem Umbau der Stadtregierung auf eine ÖVP-Alleinregierung übernimmt Martin Litschauer die Funktion des Umweltgemeinderates. Kurz danach wird er einstimmig in den Vorstand des Grünen Gemeindevertreterverbandes NÖ gewählt, wo eh die Erfahrung aus 5 Jahren im Nationalrat und über 20 Jahren im Gemeinderat mitbringt.